# Pierre Bovet
Pierre Bovet, född 5 juni 1878, död 2 december 1965, var en fransk-schweizisk psykolog och pedagog.
Tillsammans med Édouard Claparède grundade han 1912 Institut Jean-Jaques Rosseau i Genève. I enlighet med detta instituts forskningssyften har Bovet upptagit barnpsykologiska och pedagogiska frågor, bland annat i arbetet L'instinct combatif (1917), vilket betraktar de mänskliga samlevnadsformerna som en sublimering av kamp- och könsdriften, så också i Le sentiment religieux et la psychologie de l'enfant (1925), där religionen tolkas som en förlängning eller projektion till vidare föremål av barnets kärlek till sina närmaste.